# Чорноморський біосферний заповідник
Чорномо́рський біосфе́рний запов́ідник — Заповідник, розташований на території та акваторії Херсонської та частково Миколаївської областей України, підпорядкований НАН України.

## Площа
| Категорія територій            | Площа, га |
| Територія, що підлягає охороні | 117 268,6 |
| в тому числі:                  |           |
| Територія заповідника          | 109 254,8 |
| Охоронна зона заповідника      | 8 013,8   |

### Зонування території заповідника
| Тип територій                                     | Площа, га |
| Загальна площа заповідника                        | 109 254,8 |
| За заповідним режимом:                            |           |
| заповідна зона                                    | 90 134,9  |
| буферна зона                                      | 18 620    |
| зона антропогенних ландшафтів (на острові Тендра) | 499,9     |
| За типом угідь:                                   |           |
| акваторія заповідника                             | 94 435    |
| суша заповідника                                  | 14 819,8  |

## Опис

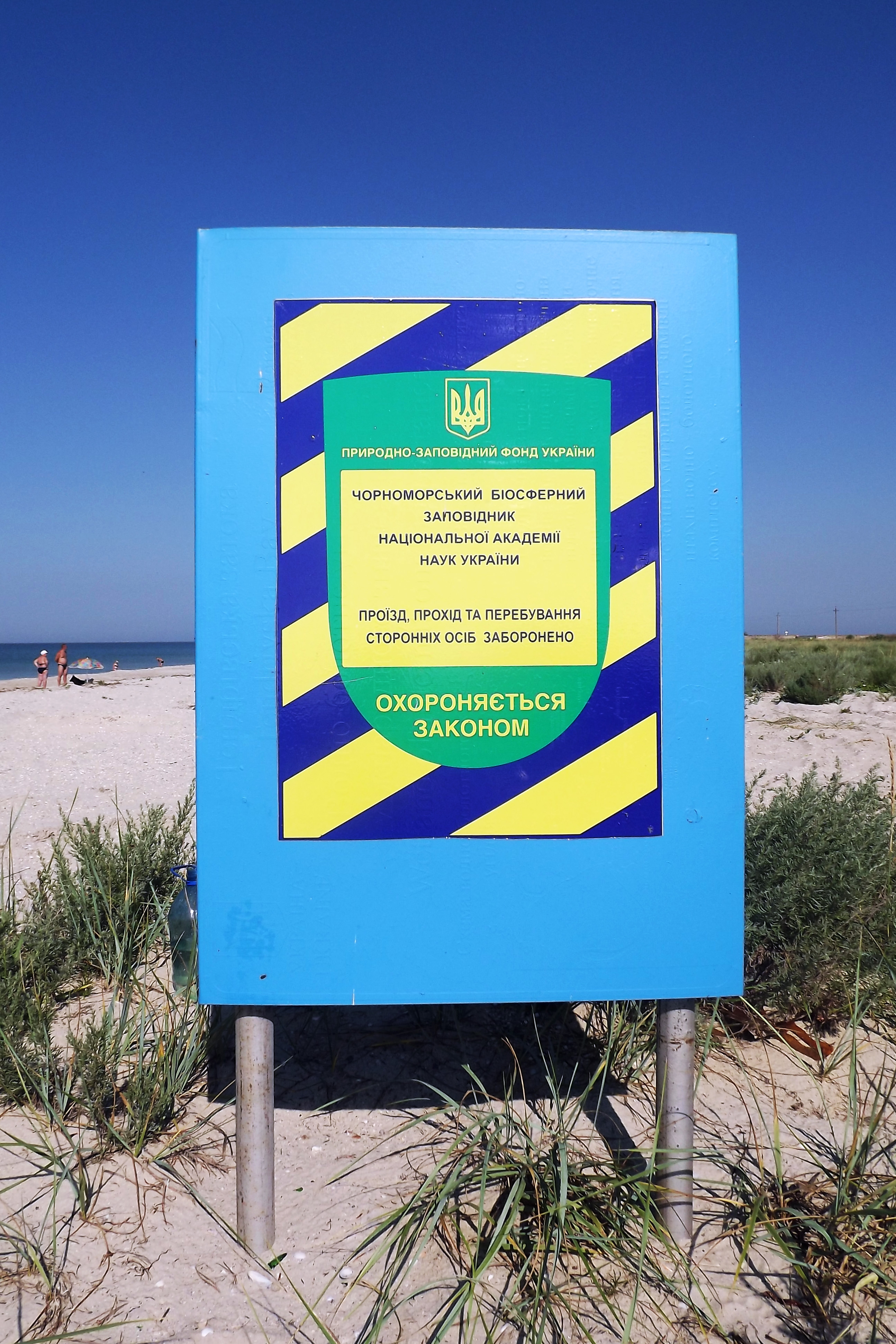
Інформаційний щит біля села Залізний Порт

Заповідник підпорядкований Національній академії наук України. Адміністрація знаходиться в місті Гола Пристань Херсонської області. Географічно заповідник розташований на північному узбережжі Чорного моря і охоплює акваторію та дрібні острови у Тендрівській і Ягорлицькій затоках (острови Орлов, Смалений, Бабин, Довгий та інші). На північній стороні заповідника річка Чайка впадає у річку Конку.
Чорноморський заповідник створений 1927 року для вивчення й охорони природного середовища, зокрема масового гніздування та міграцій птахів. На час створення його площа становила 27 тис. га. Станом на 1976 рік, вона збільшилась до 64 806 га.
У заповіднику працюють 73 особи, з яких у науковому підрозділі — 7, у службі охорони — 26 осіб. Значний внесок у наукові дослідження на території заповідника зробили Б. В. Сабінєвський, Т. Ардамацька та інші. Чорноморський заповідник складається з 3 ділянок: лісостепової, приморської та острівної.

## Фауна

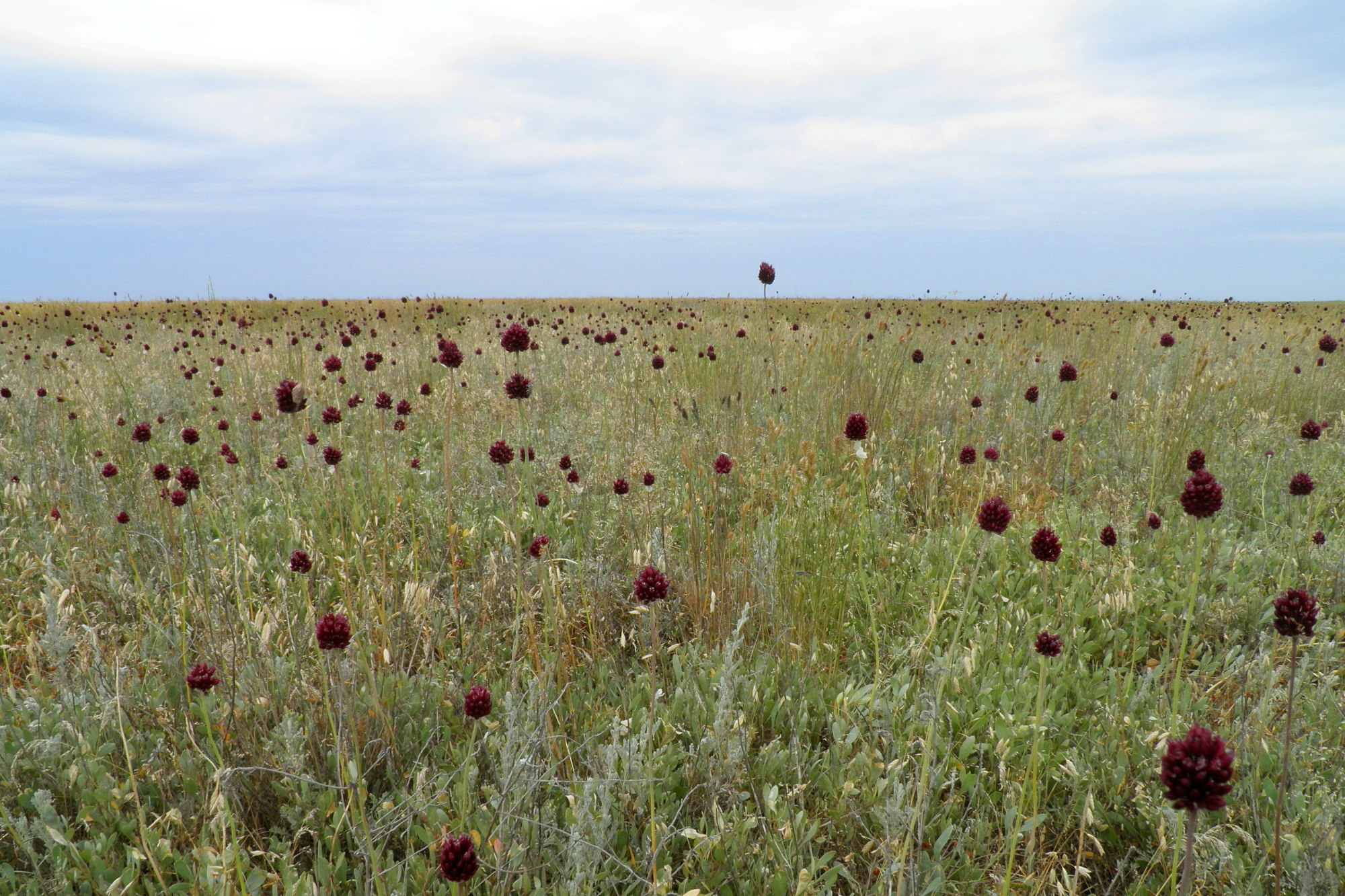
Потіївська ділянка Чорноморського біосферного заповідника. Часник Реґеля, занесений в Червону книгу України.

Фауна заповідника нараховує близько 3500 видів. З них найрізноманітніші комахи, яких тут відомо близько 2200 видів, павукоподібні — 168 видів, та молюски — 65 видів. Хребетні тварини представлені 462 видами, з яких найрізноманітніших птахів — їх відмічено 304 види. Фауна плазунів налічує 9 видів і є однією з найрізноманітніших серед заповідників України. За всі роки спостережень у морських водах заповідника виявлено 83 види риб, або близько 50 % видового складу іхтіофауни Чорного моря. Наземна фауна ссавців нараховує 50, а морська — 3 види.
Заповідник відіграє особливу роль у збереженні рідкісних видів птахів. У його межах гніздяться такі рідкісні види, як кулик-сорока, пісочник морський, пухівка, кулик-довгоніг, крех середній, мартин каспійський, орлан-білохвіст, дрохва, пелікан рожевий та інші. Загалом на території заповідника гніздяться 110 видів птахів, а решта зустрічаються під час зимівлі та перельотів. Загальна кількість птахів, що зимують у Тендрівській та Ягорлицькій затоках, становить понад 120 тис. особин. У зв'язку з великою природоохоронною та науковою цінністю, акваторії цих заток мають статус водно-болотних угідь з міжнародним значенням, головним чином, як місця оселення водоплавних птахів. Найважливішим для птахів є прибережно-острівний комплекс, на якому зареєстровано 125 видів водно-болотних птахів і де зосереджується до 60-70 % загальної кількості морських птахів півдня України. Заповідник є базовим місцем гніздування мартина середземноморського в Європі. Орнітокомплекс лісостепових ділянок налічує 100—120 видів, з яких тут гніздяться 40; ще 60 використовують ці місцини як кормові біотопи і місця відпочинку. У приморському степу трапляються до 180 видів птахів.
Загалом на території заповідника мешкають 29 видів тварин, занесених до Європейського Червоного списку, та 124 види, занесених до Червоної книги України. У межах заповідних акваторій трапляються рідкісні нині морські ссавці: афаліна чорноморська, білобочка чорноморська та тюлень-монах середземноморський.

## Стан охорони біорізноманіття
Чорноморський заповідник — один із найстаріших заповідників України. Вже майже 90 років тут успішно зберігають як ландшафтне, так і видове різноманіття регіону. Заповідник є суб'єктом міжнародної мережі біосферних резерватів програми МАВ ЮНЕСКО.

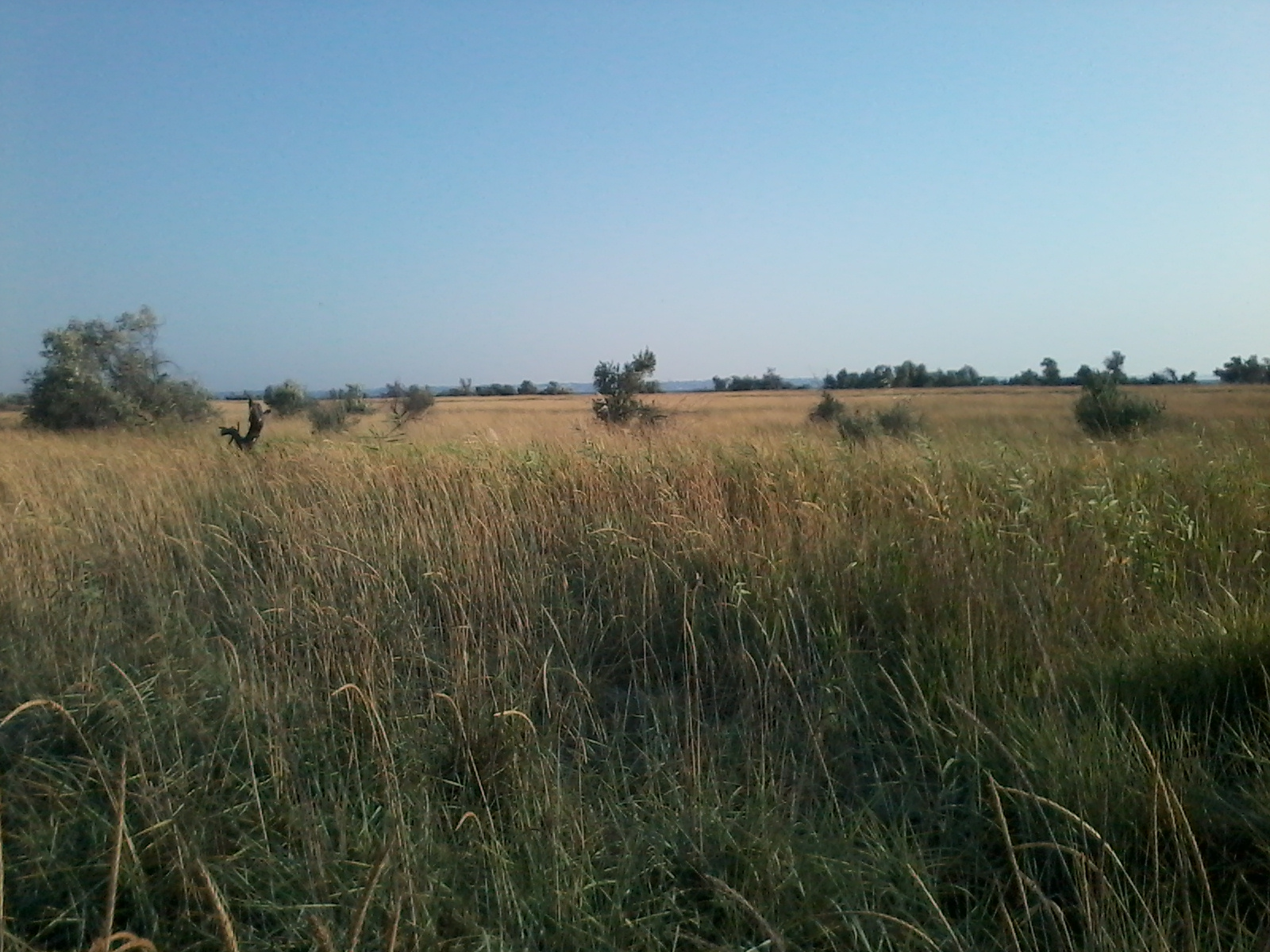
Трави Кінбурнської коси

### Території ПЗФ, що входять до складу БЗ «Чорноморський»
Нерідко, оголошенню національного парку або заповідника передує створення одного або кількох об'єктів природно-заповідного фонду місцевого значення. В результаті, великий БЗ фактично поглинає раніше створені ПЗФ. Проте їхній статус зазвичай зберігають.
До складу території біосферного заповідника «Чорноморський» входить орнітологічний заказник загальнодержавного значення «Ягорлицький».

## Галерея
Гола Пристань

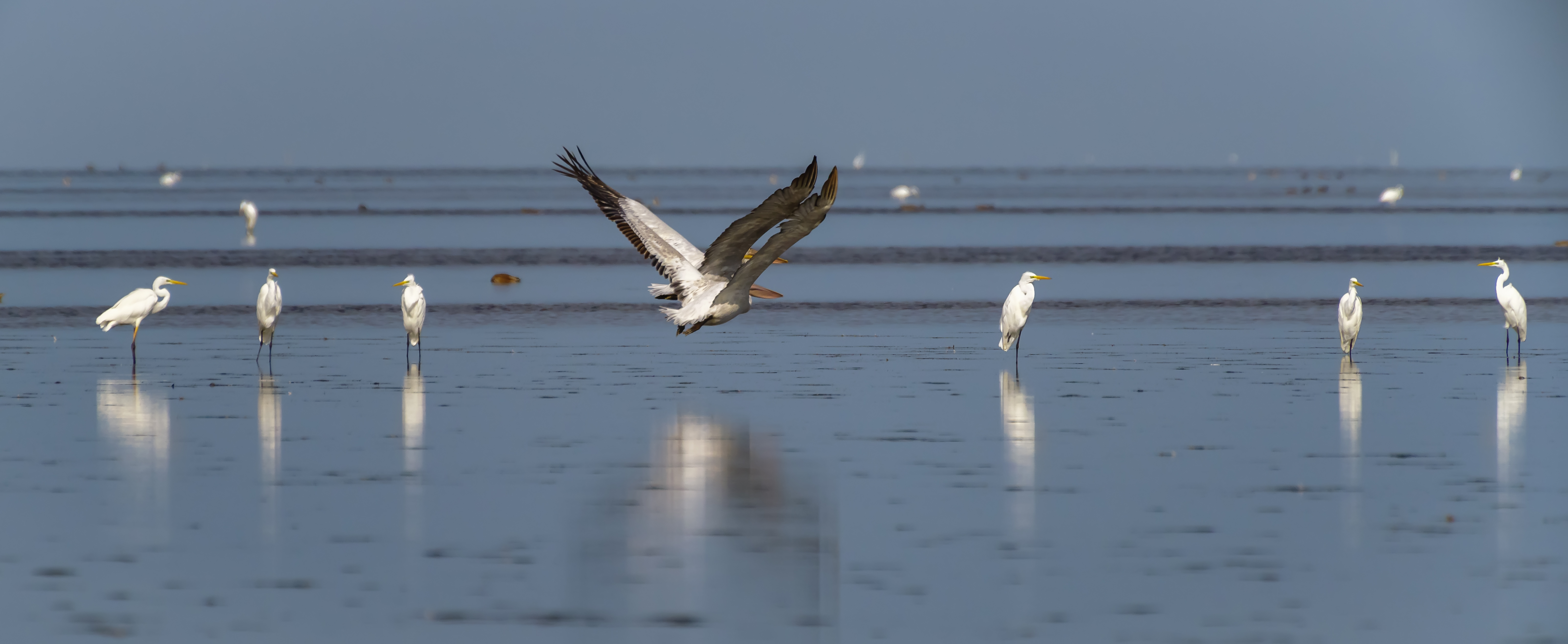
Пелікани кучеряві.
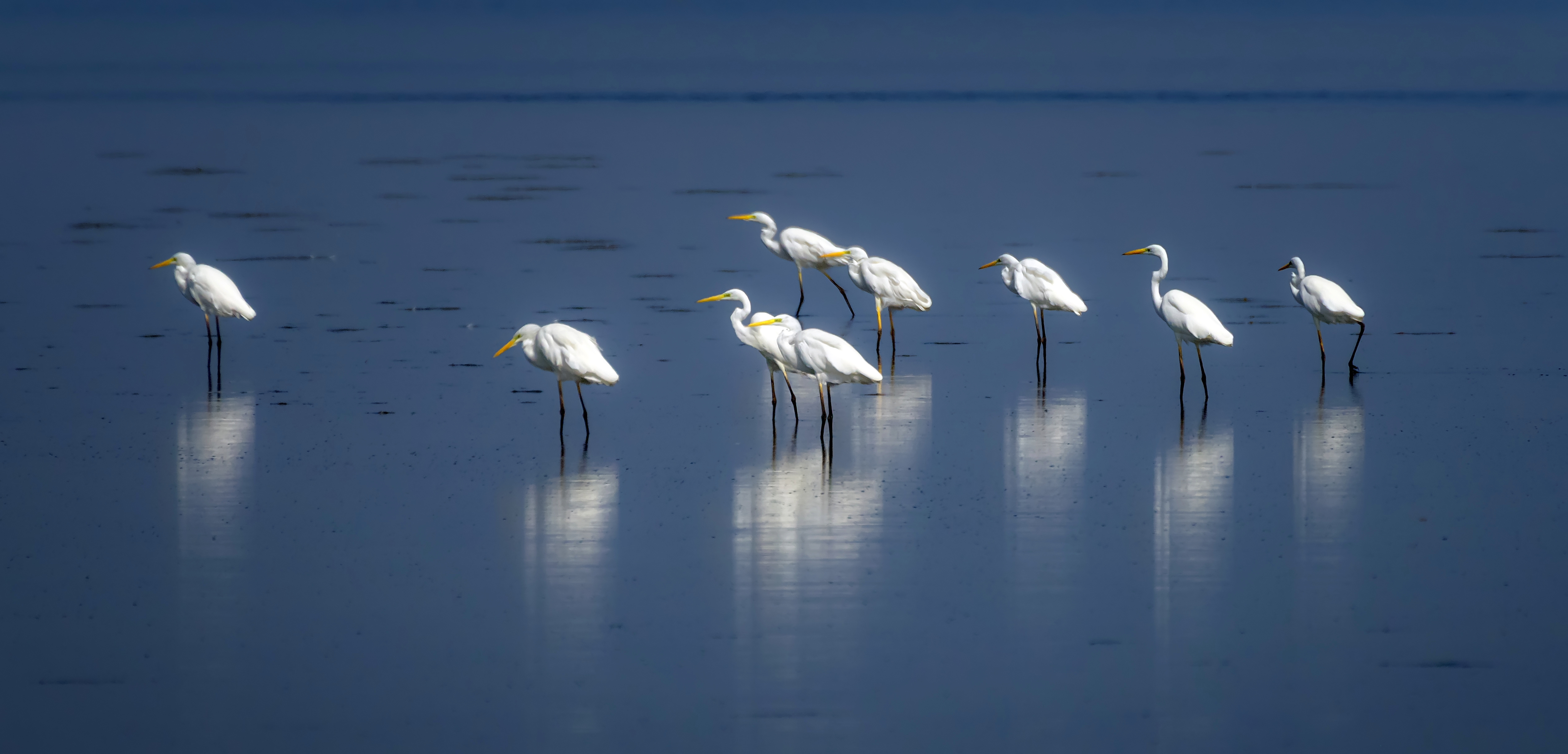
Чепури білі.
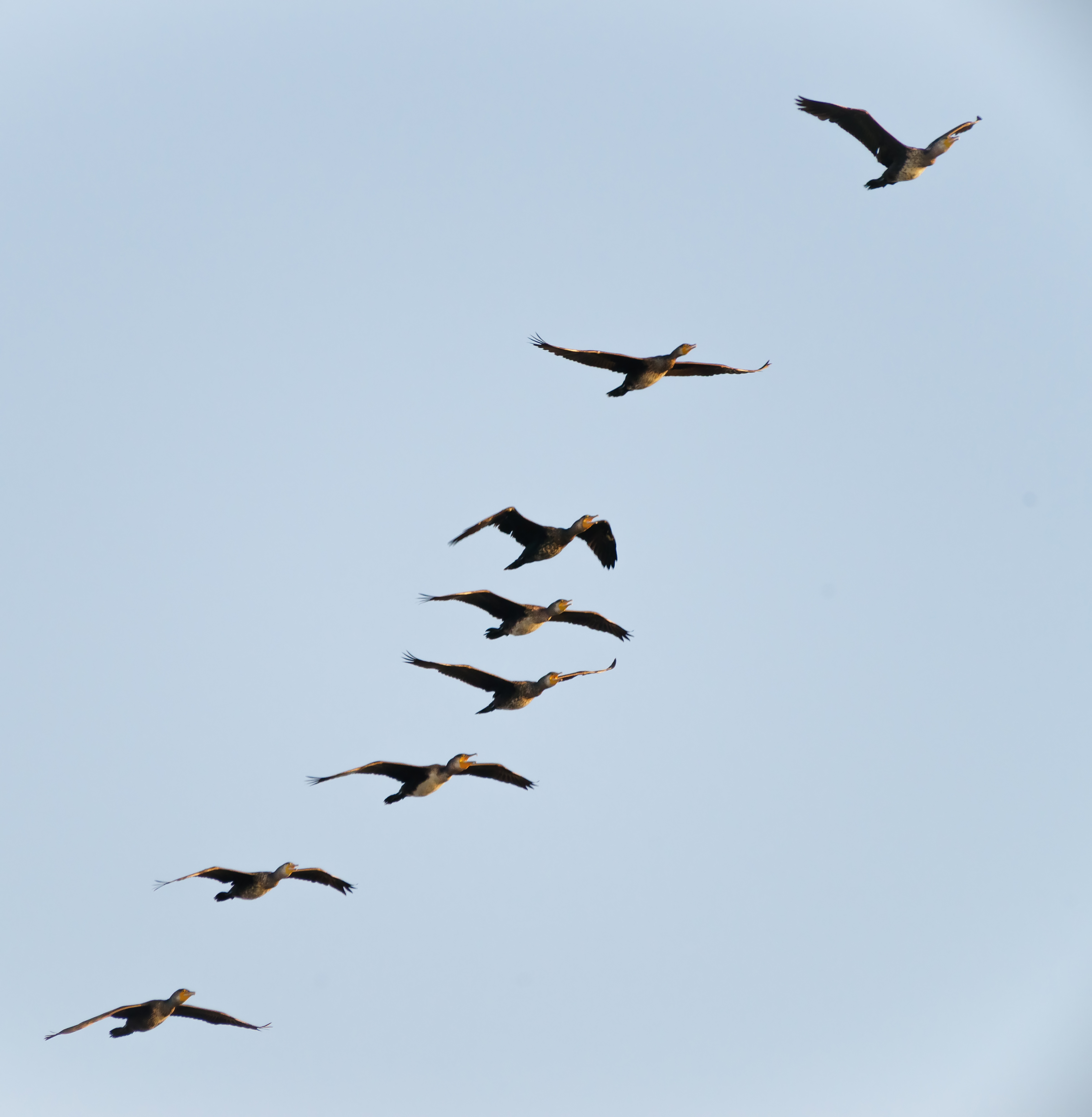
Баклани звичайні.
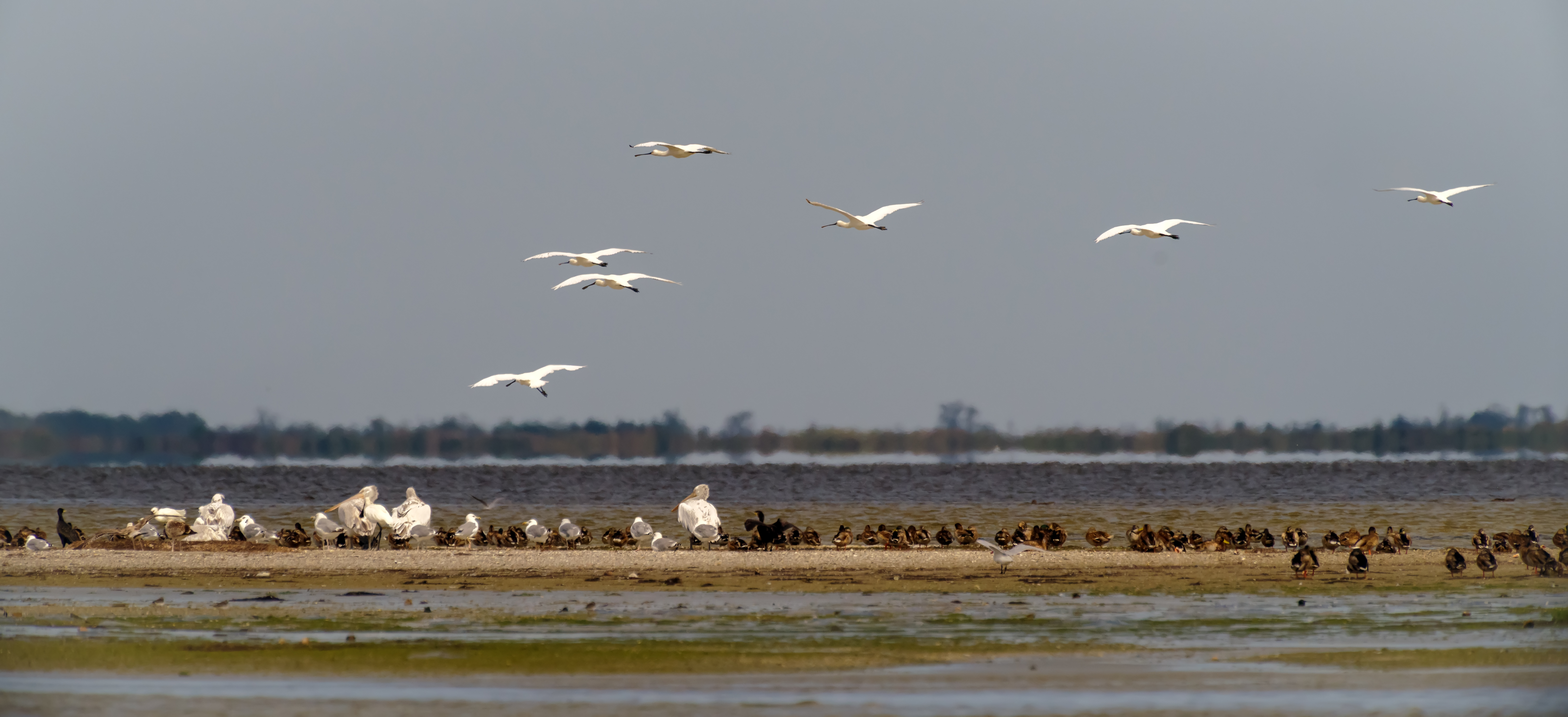
Косарі.
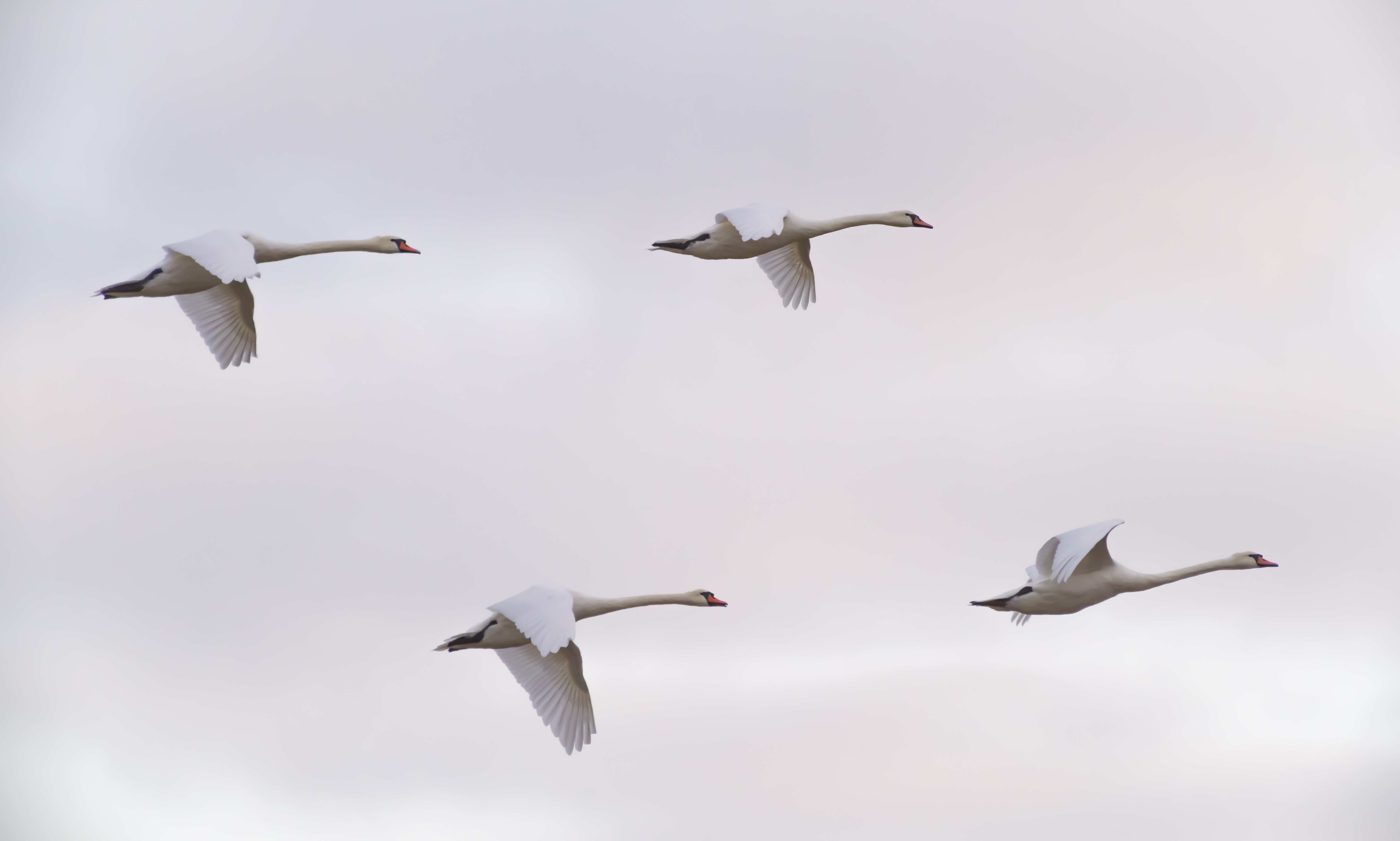
Лебеді шипуни.
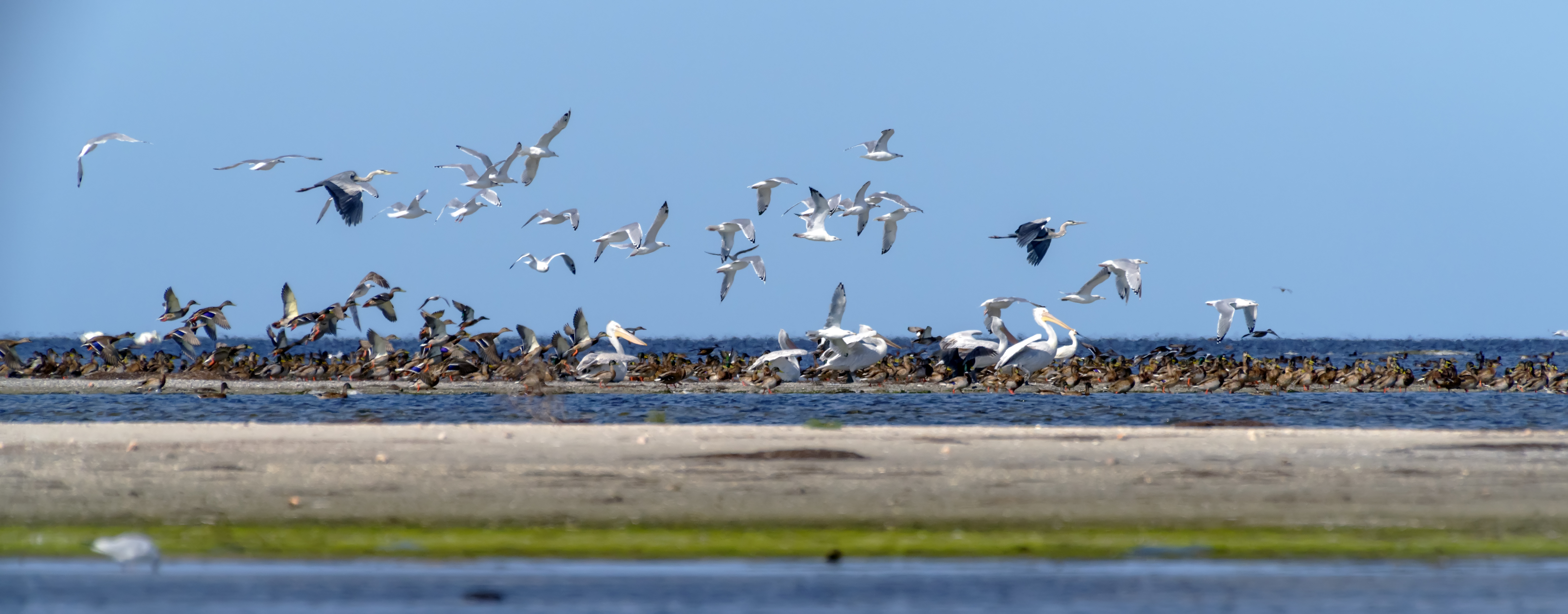
Мартини.
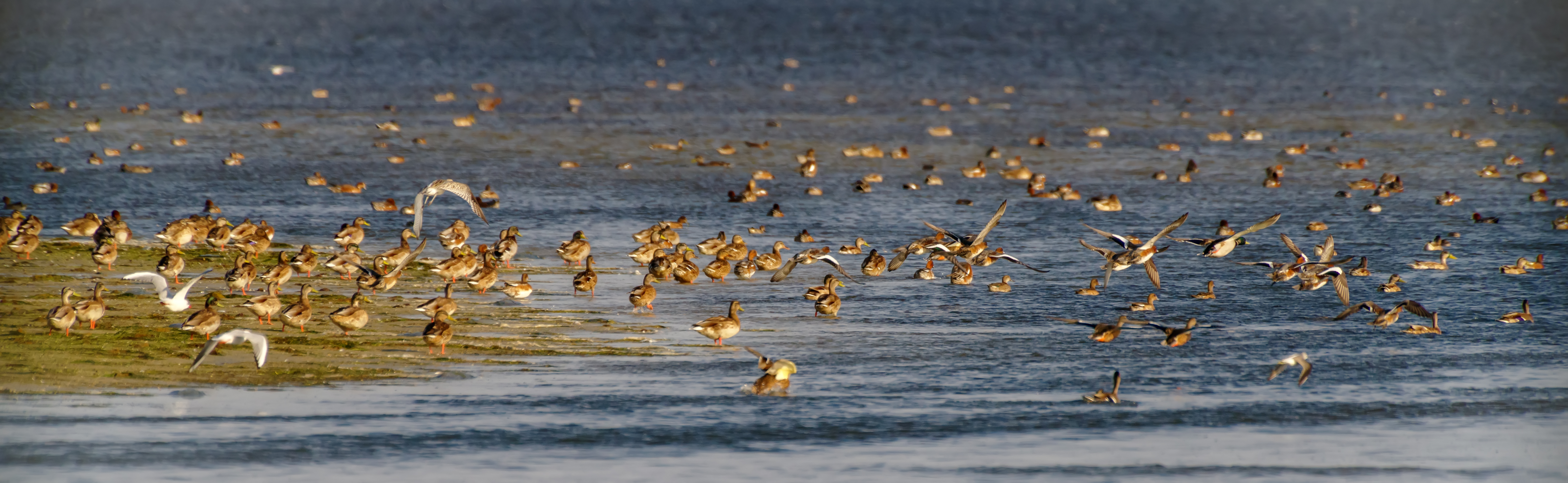
Пташиний ринок
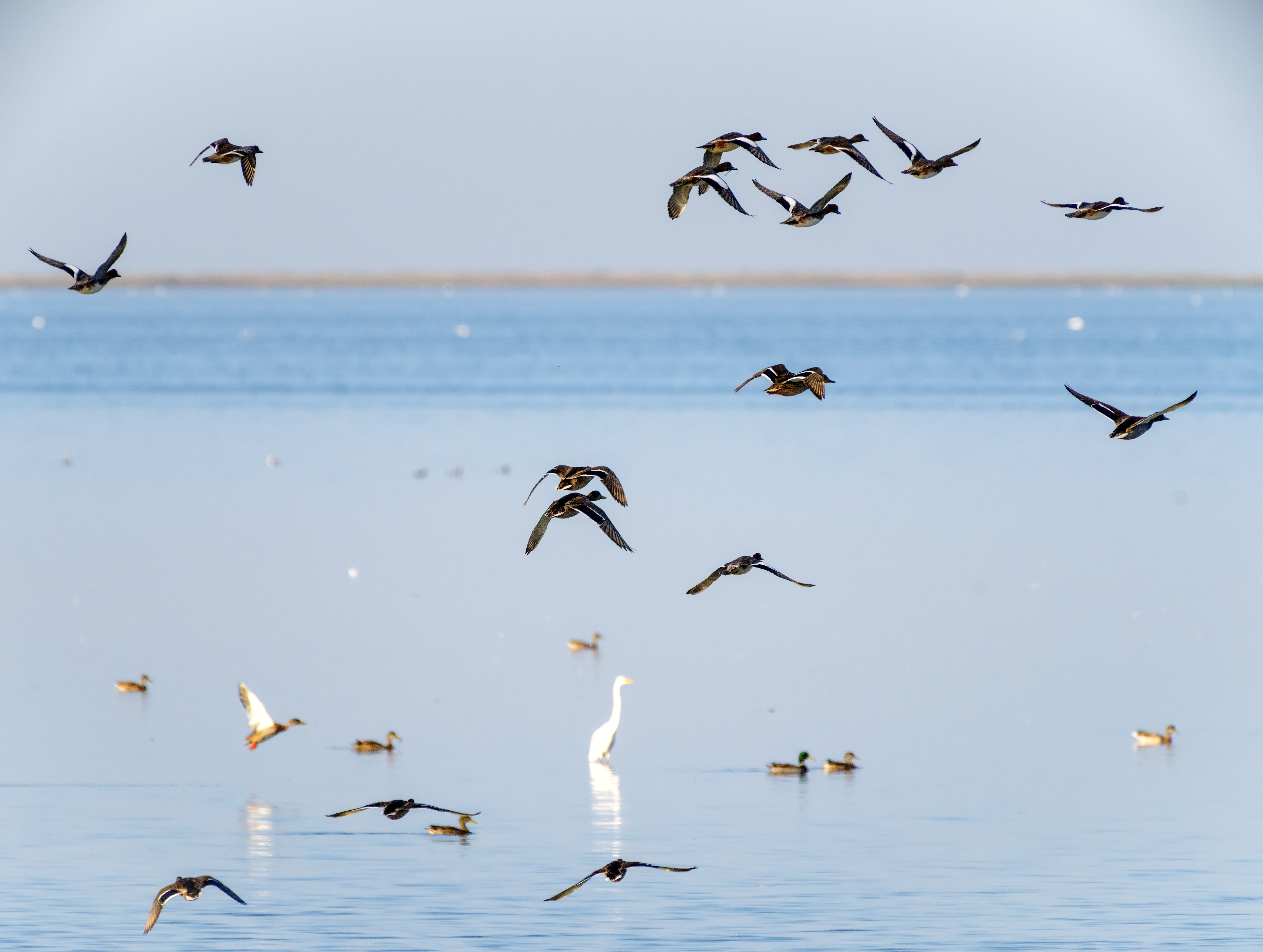
Качки.
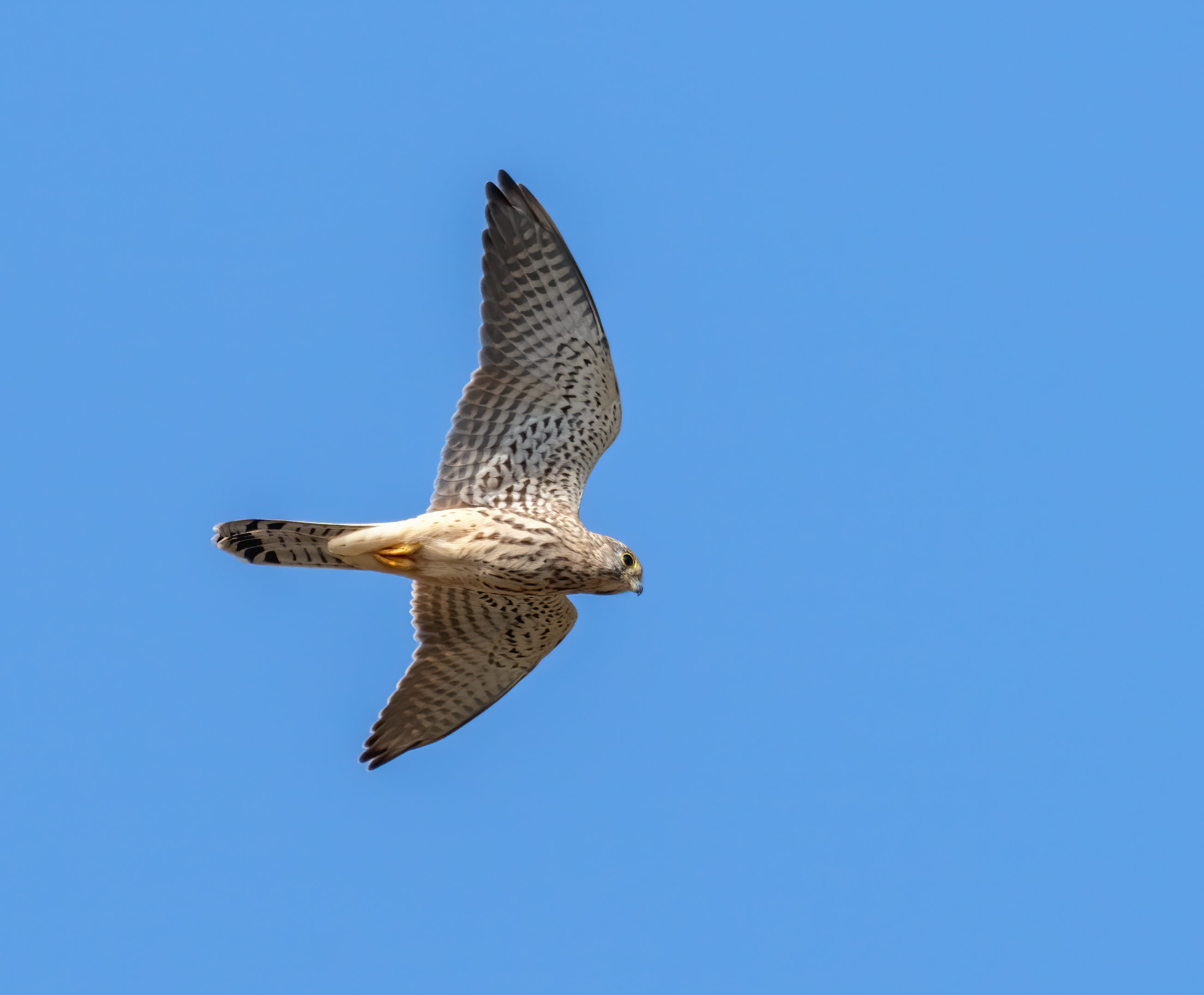
Боривітер звичайний.
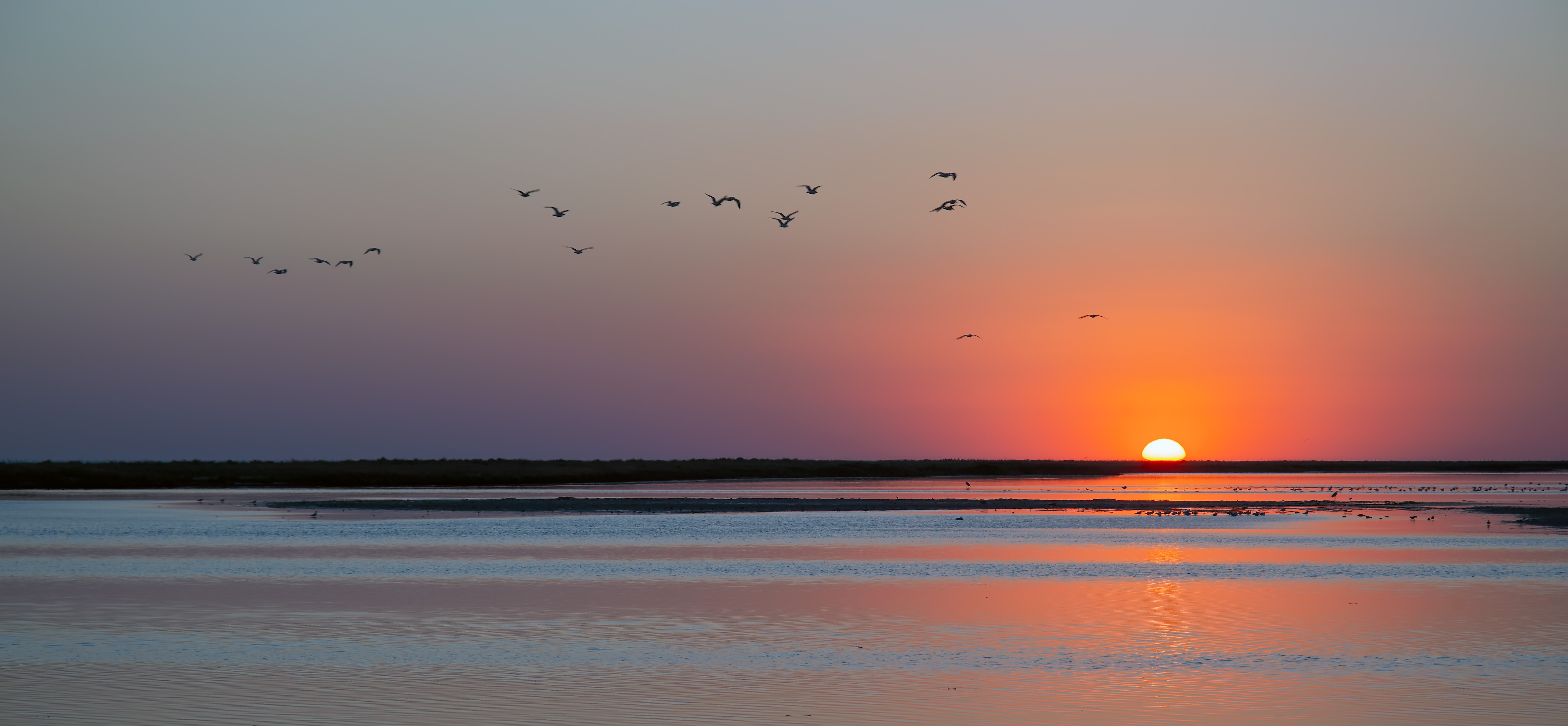
Чорноморський
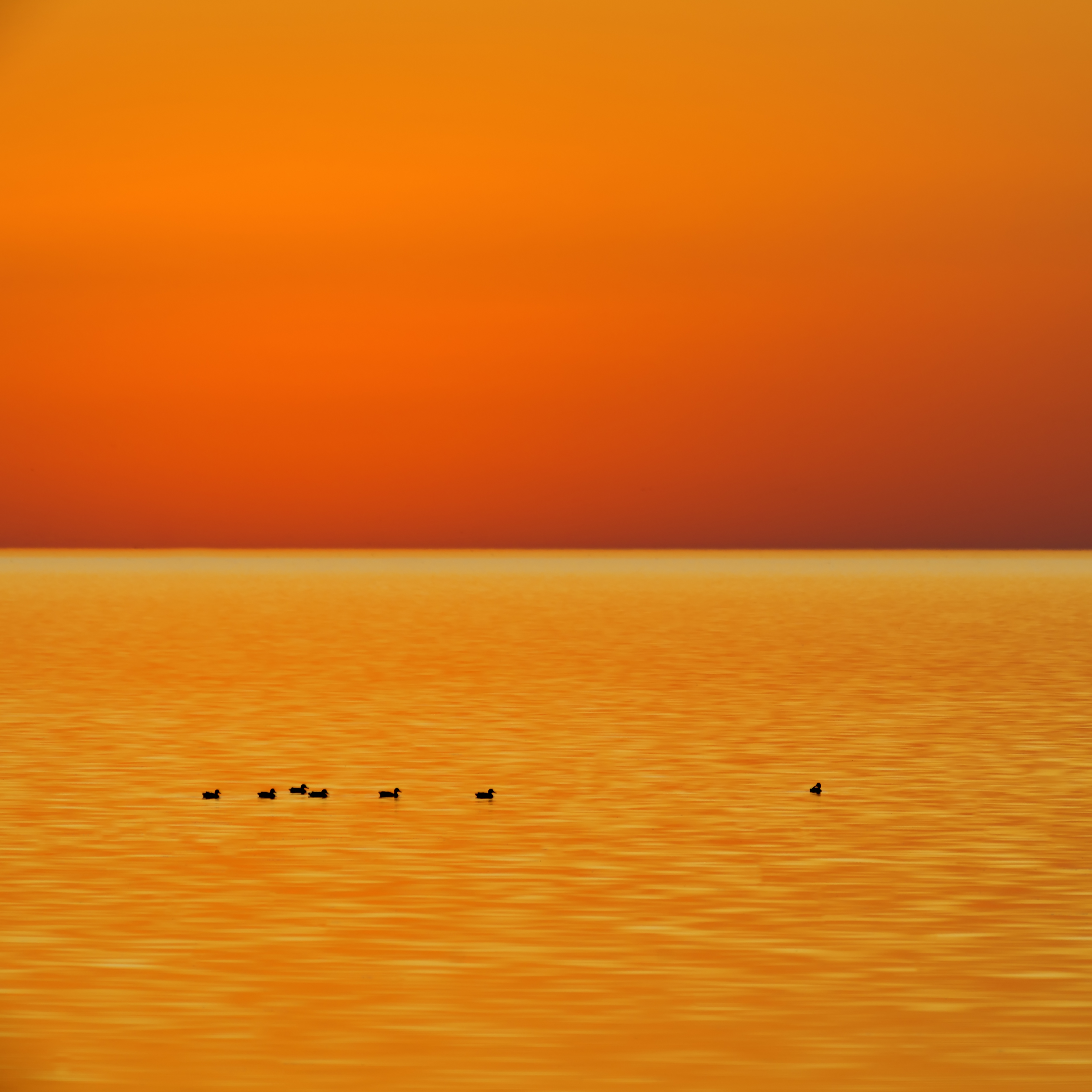
Качки перед ніччю
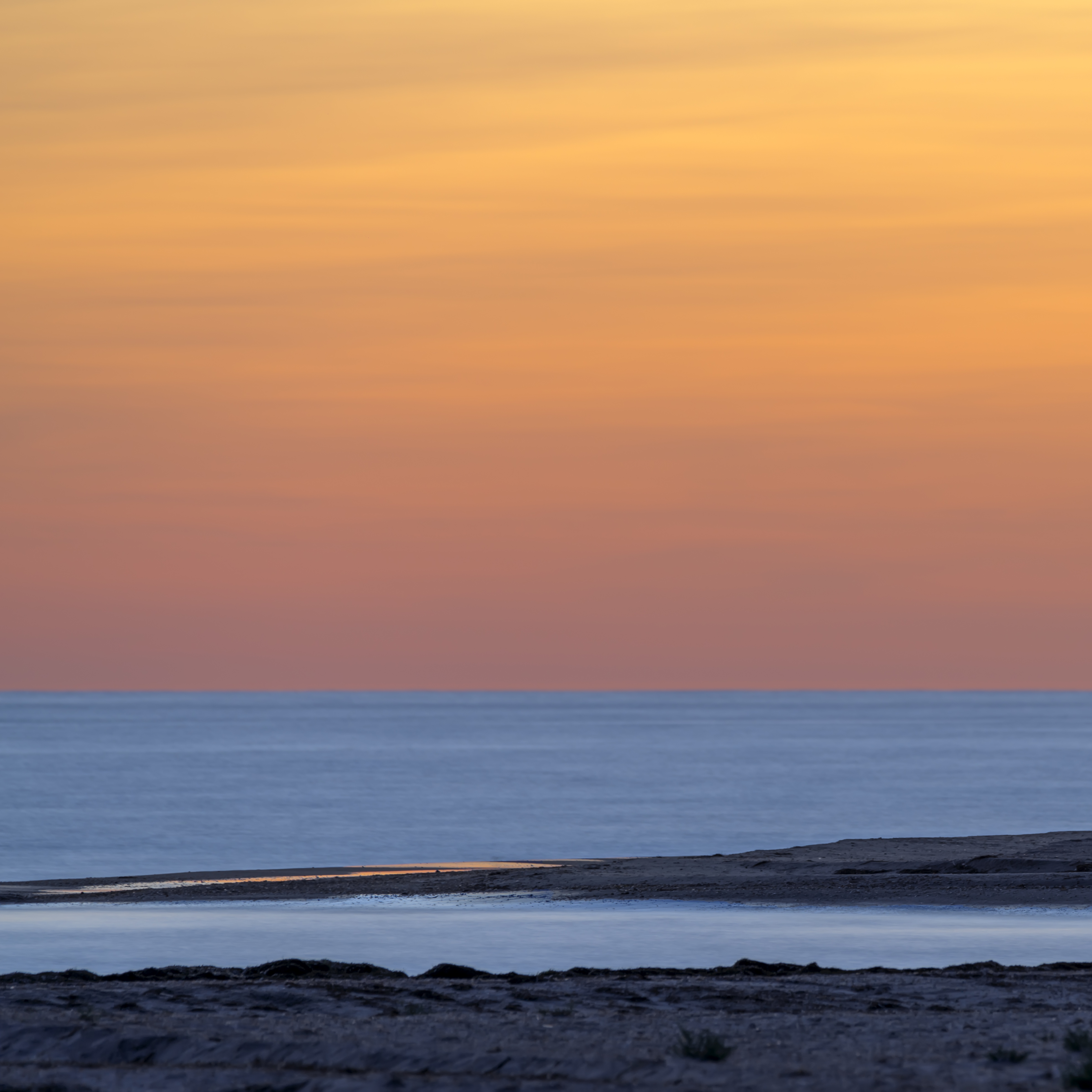
Вечір 2020
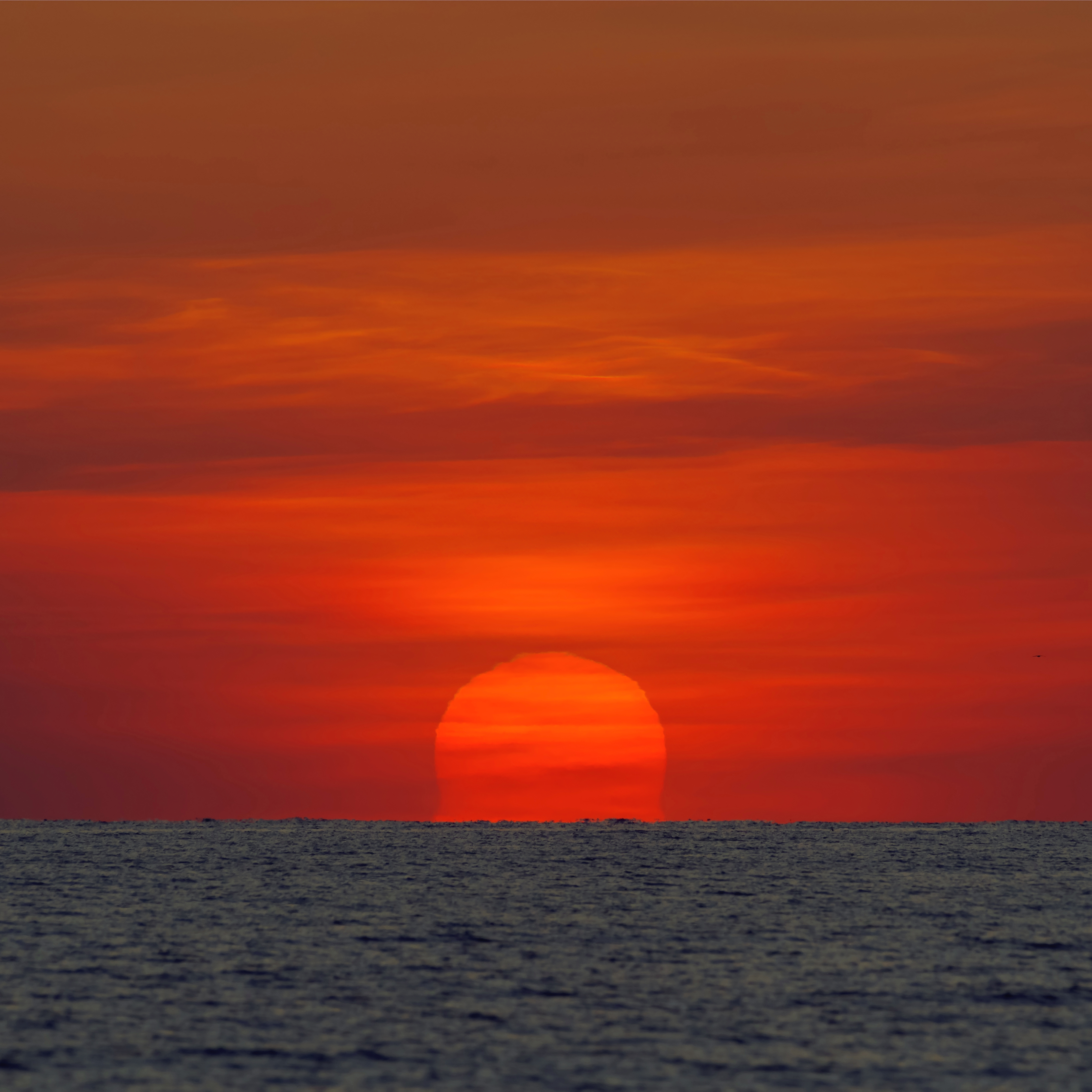